# Sindangrasa (Ciamis)
Sindangrasa is een bestuurslaag in het regentschap Ciamis van de provincie West-Java, Indonesië. Sindangrasa telt 10.362 inwoners (volkstelling 2010).